# Asterolasia rivularis
Asterolasia rivularis är en vinruteväxtart som beskrevs av Paul G. Wilson. Asterolasia rivularis ingår i släktet Asterolasia och familjen vinruteväxter. Inga underarter finns listade i Catalogue of Life.